# Pentax MZ-10

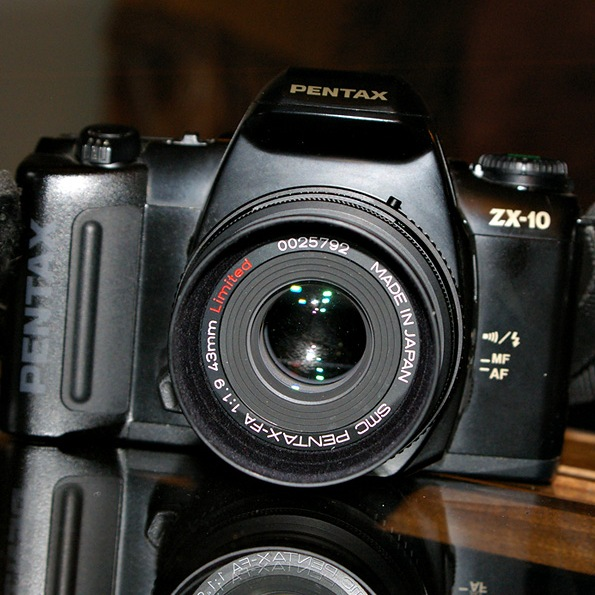
Версия для рынка США — Pentax ZX-10.

Pentax «MZ-10» — малоформатный однообъективный зеркальный фотоаппарат с автофокусом, выпускавшийся с 1996 до 2001 года в чёрном и чёрно-серебристом исполнении. Поставлялась модель как с байонетом из композитных материалов (чаще именуемый «пластиковым байонетом»), так и из металла; последняя имела в торговом названии суффикс MM — «Metal Mount». В США фотоаппарат известен под названием «ZX-10» и производился с 1996 по 2000 год в чёрном и чёрно-серебристом исполнении.

## Основные характеристики
- Режимы: M(ручной), Av(приоритета диафрагмы), Tv (приоритет выдержки) и P(режим программной линии), Smart-program, Paction, Pclose-up, Plandscape и Pportrait.
- Встроенный экспонометр, 6-зонный замер экспозиции.
- Экспокоррекция ±3 EV с шагом — 1/2 EV.
- Блокировка экспозиции отсутствует.
- Автоспуск — 12 сек.
- Электронный затвор из металлических ламелей с вертикальным ходом 30 — 1/2000 сек, В.
- Питание 6 Вольт: 2 элемента CR2. Дополнительно может быть использован батарейный блок Fg с 4 элементами AA.
- Встроенный мотор протяжки плёнки с возможностью серийной съемки до 2 к/сек.
- Отображение выдержки и положения диафрагмы в видоискателе.
- ЖКИ-дисплей на верхней панели корпуса.
- Функция PowerZoom.
- Панорама|Панорамная съемка (только в камерах, в названиях которых присутствует слово «Date»)
- Впечатывание даты и времени съёмки (только в камерах, в названиях которых присутствует слово «Date»).

## Совместимость
«MZ-10» может работать с любыми объективами Pentax. Необходимо учесть лишь несколько нюансов:
- существуют объективы рассчитанные для использования с APS-C-камерами. Такие объективы дадут сильнейшее виньетирование;
- с объективами оснащёнными креплением KAF3 и KF не будет работать автофокус. Подтверждение фокусировки работать будет.